# Aéroport de Kindu
L'aéroport de Kindu (code IATA : KND • code OACI : FZOA) est l'aéroport principal de la province de Maniema dans la ville de Kindu en République démocratique du Congo

## Situation
| Bandundu Basango Mboliasa Bunia Gbadolite Gemena Goma Ilebo Kalemie Kananga Kikwit Kindu Kinshasa-Ndjili Kinshasa-N'Dolo Kisangani Kolwezi Lodja Lubumbashi Matari Matadi Mbandaka Mbuji Mayi Nioki Tshikapa Tshumbe |

## Compagnies aériennes et destinations
| Compagnies                     | Destinations                              |
| ------------------------------ | ----------------------------------------- |
| Compagnie Africaine d'Aviation | Goma, Kinshasa-N'djili, Kisangani Bangoka |
| Congo Airways                  | Goma, Kinshasa-N'djili, Kisangani Bangoka |

Edité le 24/10/2023